# Ithycythara septemcostata
Ithycythara septemcostata é uma espécie de gastrópode do gênero Ithycythara, pertencente a família Mangeliidae.